# Langdysse von Sønder Stenderup

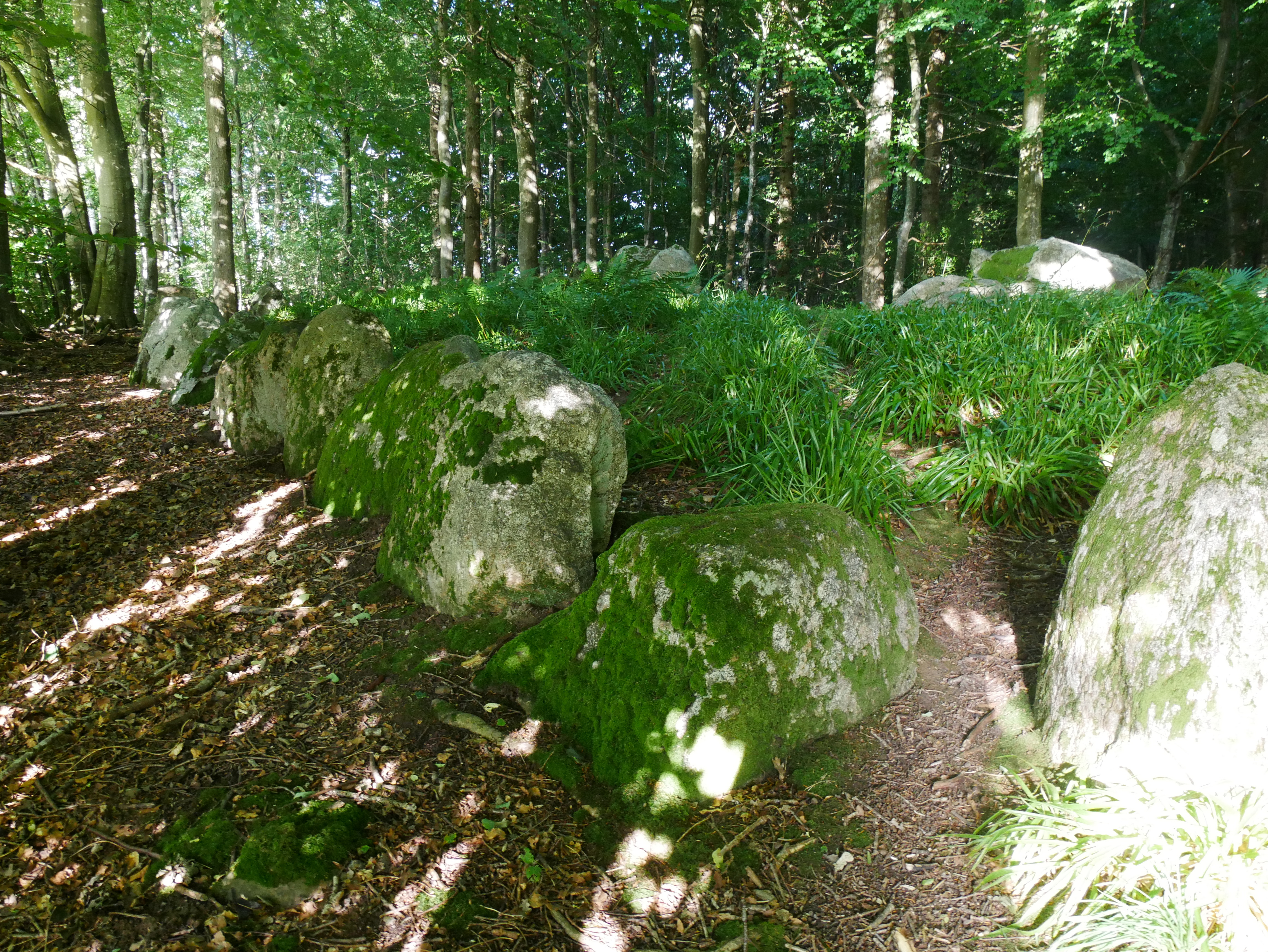
Langdysse Sønder Stenderup

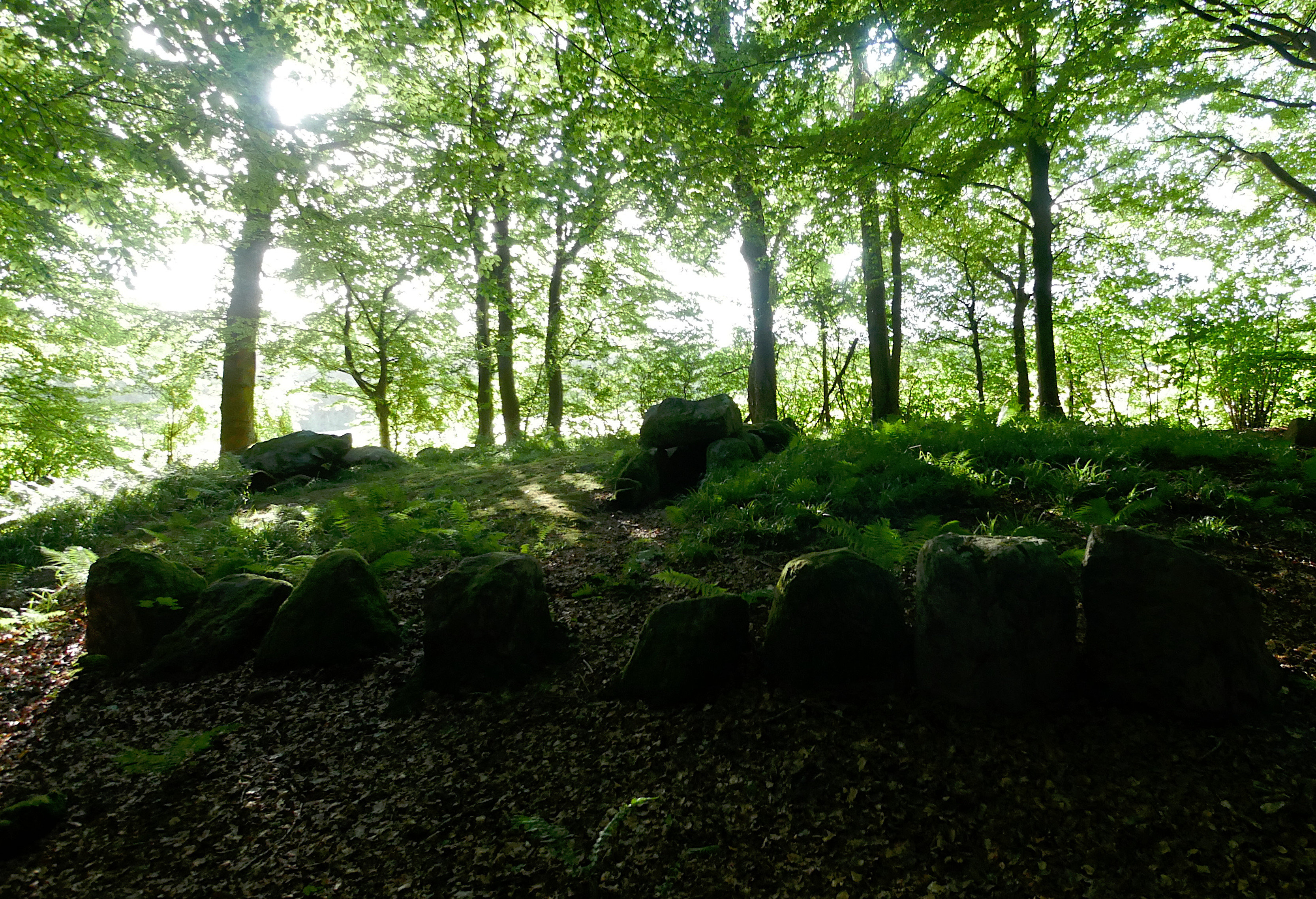
Langdysse Sønder Stenderup

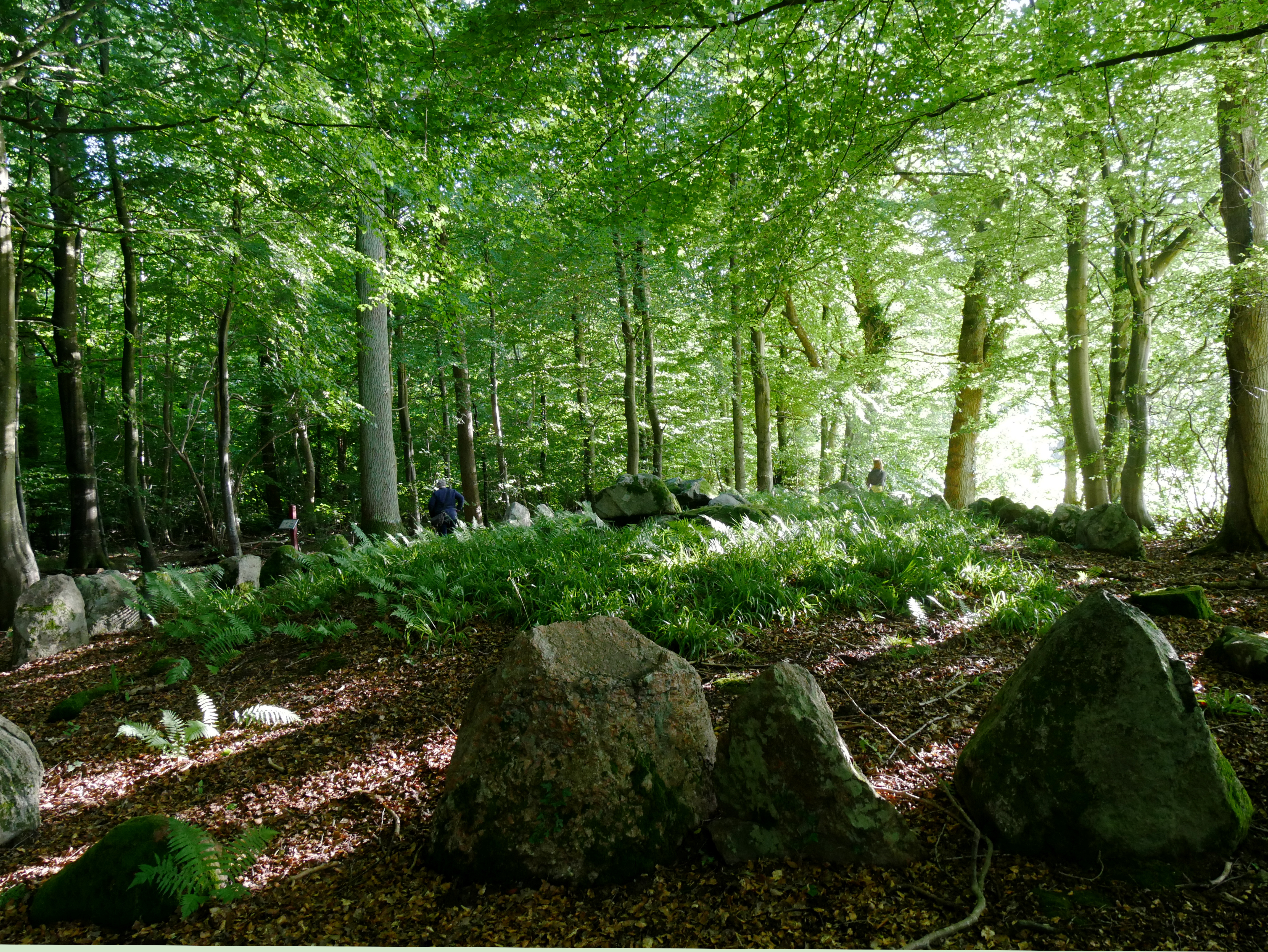
Langdysse Sønder Stenderup

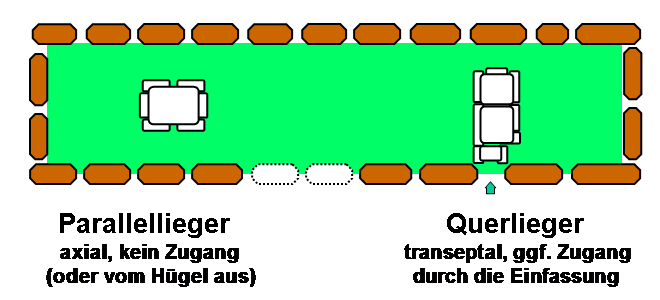
Längs- und Querieger – rechts

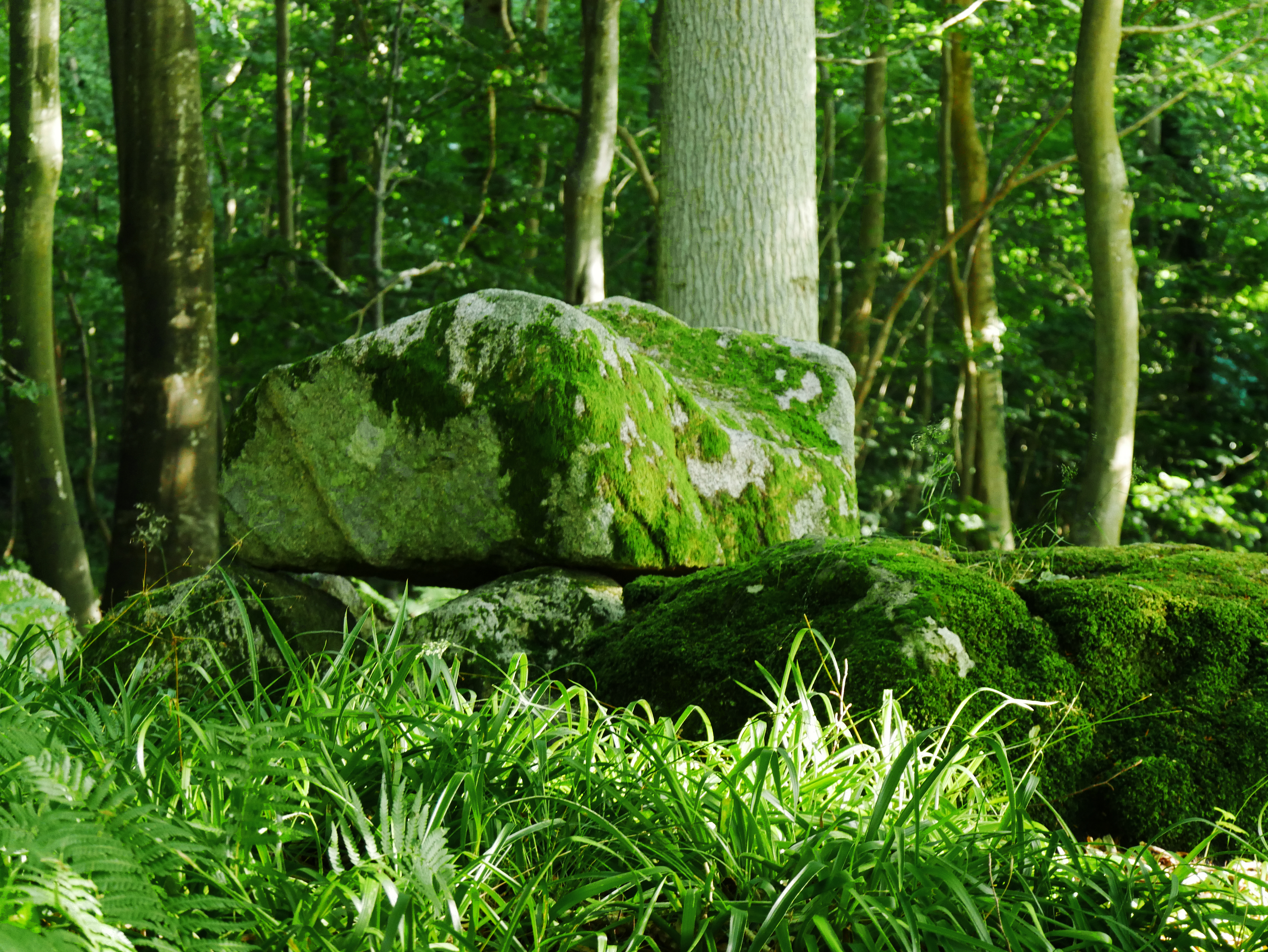
Langdysse Sønder Stenderup

Der Langdysse von Sønder Stenderup (auch Midtskov Afdl. 82 genannt) ist ein Langbett im Midtskov (mittlerer Wald), östlich von Kolding in Jütland in Dänemark. Er stammt aus der Jungsteinzeit etwa 3500 bis 2800 v. Chr. und ist eine Megalithanlage der Trichterbecherkultur (TBK).

## Beschreibung
Das etwa einen Meter hohe  Nordost-Südwest orientierte Hünenbett des Langdysse mit zwei querliegenden, 1942 restaurierten Dolmenkammern ist etwa 21,0 m lang und 9,0 m breit. Die Randsteine (38) sind nahezu vollständig erhalten. Die quer im Hügel liegenden Kammern haben die gleiche Form. Ein Endstein im Norden, zwei seitliche Tragsteine im Osten und Westen, zwei Gangsteinpaare (ohne Decksteine) und ein Deckstein auf der Kammer.
Etwa 9,0 m vom nordöstlichen Ende des Hügels befindet sich ein großer Dolmen. Die Kammer liegt . Er ist etwa 1,3 m breit und 1,2 m h. Zwischen den Tragsteinen wurde Trockenmauerwerk erkannt. Am Südostende der Kammer liegt der Gang aus drei erhaltenen Seitensteinen. 
Etwa 5,0 m vom südwestlichen Ende des Hügels befindet sich der baugleiche zweite Dolmen. Es ist allerdings kleiner; 0,9 m breit und etwa 0,9 m hoch. 